# Mops leucostigma
Mops leucostigma is een zoogdier uit de familie van de bulvleermuizen (Molossidae). De wetenschappelijke naam van de soort werd voor het eerst geldig gepubliceerd door G.M. Allen in 1918.